# Mycetobia xylogena
Mycetobia xylogena är en tvåvingeart som beskrevs av Boris Mamaev 1987. Mycetobia xylogena ingår i släktet Mycetobia och familjen fönstermyggor. Inga underarter finns listade i Catalogue of Life.